# Caja Duero
A Caja Duero (Caixa Douro), nome comercial abreviado da Caja de Ahorros de Salamanca y Soria, foi um banco espanhol que em junho de 2010 se fundiu com a Caja España, dando origem à  Caja España de Inversiones, Salamanca y Soria, Caja de Ahorros y Monte de Piedad. Em outubro de 2010 o nome comercial, da nova instituição — Caja Espiga — ainda não estava em uso, continuando a ser usados comercialmente os nomes dos bancos extintos pela fusão.
A Caja Duero foi criada em 11 de maio de 1991, fruto da fusão entre a "Caja de Ahorros y Monte de Piedad de Salamanca" e a "Caja de Ahorros y Préstamos de la Provincia de Soria".

## História
A "Caja de Ahorros y Monte de Piedad de Salamanca" foi fundada em 1881, com o apoio de diversas instituições e coletividades locais.
A 21 de maio de 1925, 45 anos depois da sua fundação, a "Caja de Salamanca" estabeleceu-se na cidade vizinha de Zamora a convite das autoridades daquela cidade. Em 1936 assumiu as responsabilidades da antiga ""Caja de Ahorros y Monte de Piedad de Valladolid", cuja situação ameaçava a sua continuidade, e instala-se em Valhadolide. Na década de 1980 absorveu uma série de bancos locais:  a "Caja de Ahorros y Préstamos de la Provincia de Palencia" em 1984, a "Caja Rural de Ávila" e a "Caja de Crédito Agrícola de Ciudad Rodrigo" em 1988, a "Caja Rural de Cáceres"  e a "Caja Rural de Arenas de San Pedro" em 1989.
Em 1991 fundiu-se com a "Caja de Ahorros y Préstamos de Soria", uma entidade fundada em 1912, passando desde então a operar com o nome Caja Duero. Em junho de 2000 a Caja Duero integrou na sua rede todos os balcões em Espanha do extinto "Banco Crédit Lyonnais España, passando então a ser um banco de âmbito nacional.
Em 2009 foi tentada a fusão com outras caixas de Castela e Leão. Depois do abandono das negociações por parte da Caja Burgos começam as negociações com a Caja España, as quais se pretendia que fossem concluídas em 2009, o que não se verificou por discordâncias em relação à repartição de poderes. O acordo de fusão deu-se em janeiro de 2010, tendo sido ratificada a fusão pelas assembleias gerais das duas instituições em junho de 2010

## Presença internacional
A Caja Duero opera desde 1990 em Portugal, quando abriu uma representação em Lisboa, a qual foi convertida em balcão operacional em 1995. Em 1997 abriu balcões no Porto e em Viseu, em 1998 em Miranda do Douro, em 2000 na Guarda e em 2001 em Bragança.
Desde 1991 que faz parte do Grupo EGFI (European Group of Financial Institutions).

## Fonte
- Texto inicialmente baseado na tradução do artigo «Caja Duero» na Wikipédia em castelhano (acessado nesta versão).